# Оника, Дмитрий Григорьевич
Дми́трий Григо́рьевич Они́ка (21 ноября 1910, Кременчуг, Полтавская губерния — 3 сентября 1968, Москва) — советский государственный деятель, организатор угольной промышленности СССР, доктор технических наук (1954), профессор (1965). Депутат Верховного Совета СССР 4-го и 5-го созывов в 1954—1962 годах.

## Биография
Родился 21 ноября 1910 года в городе Кременчуге Полтавской губернии в семье рабочего. Русский. В 1920—1921 годах работал батраком-пастухом в Полтавской губернии, затем — беспризорный. С 1924 года — ученик слесаря кроватной мастерской в Кременчуге. В 1925—1928 годах — ученик школы ФЗУ вагоностроительного завода посёлка Крюково Московской области. С 1928 года — помощник машиниста по паровым машинам лесозавода в Крюково. В 1929—1930 годах — учащийся курсов по подготовке в высшие учебные заведения при Житомирском педагогическом институте.

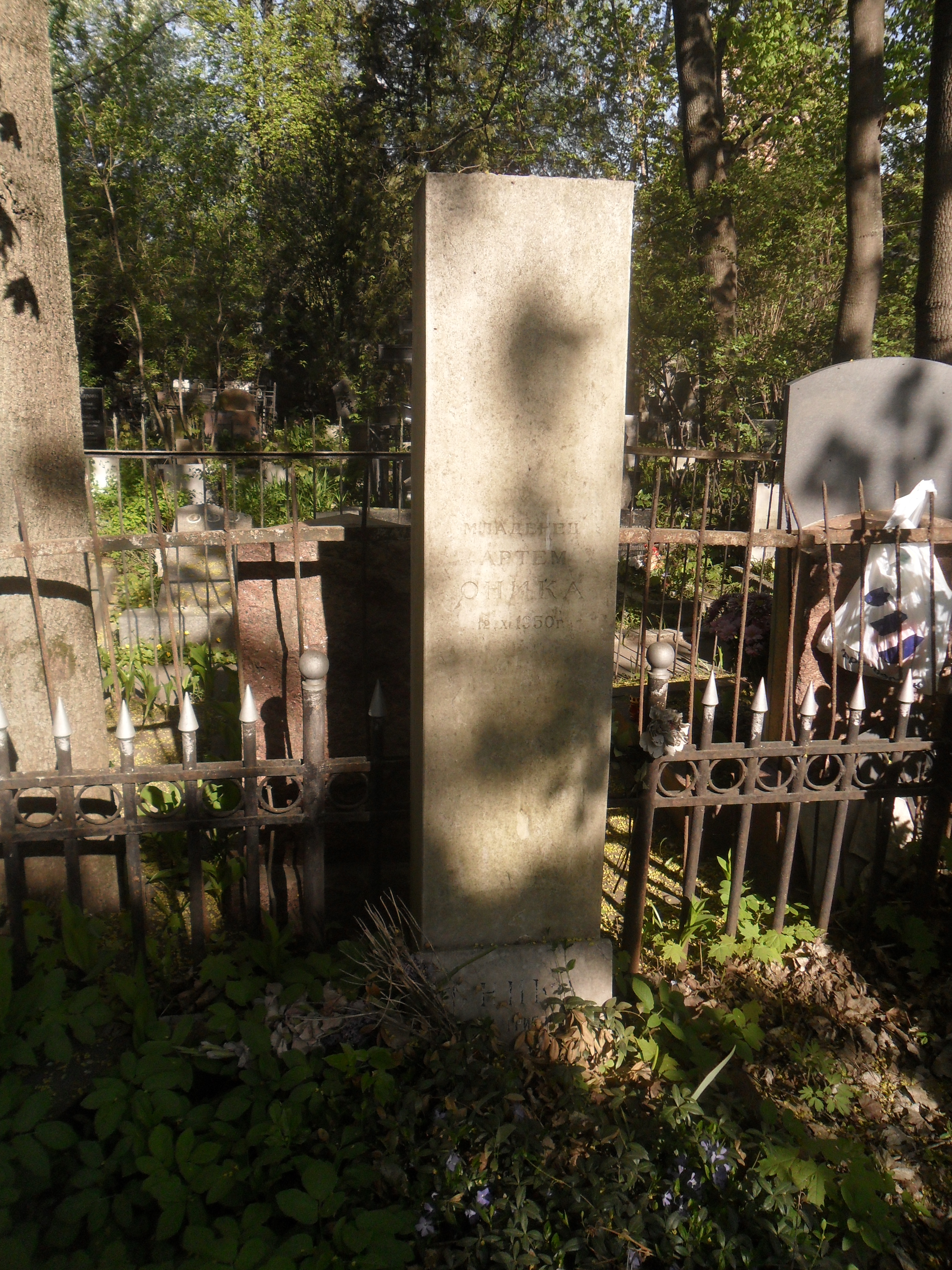
Могила Оники на Новодевичьем кладбище Москвы.

В 1930 году поступил в Московскую горную академию, и в апреле того же года вступил в ВКП(б). В связи с разделением в мае 1930 г. Московской горной академии на шесть вузов окончил Московский горный институт (сегодня — Горный институт НИТУ МИСиС) по специальности «горный инженер-электромеханик» в 1938 году.
B 1939—1957 годах на руководящей работе в угольной промышленности CCCP: начальник главка, заместитель наркома, начальник комбината «Москвоуголь» (1942—1945).
В 1946—1947 годах — министр угольной промышленности западных, затем восточных районов СССР (1946—1947), первый заместитель министра угольной промышленности CCCP (1948).
10 сентября 1947 года по предложению министров угольной промышленности Оники и Александра Засядько в СССР был официально утверждён праздник День шахтёра.
Во время Великой Отечественной войны с октября 1941 года по январь 1942 года бригинженер Оника — командующий 8-й сапёрной армией Южного фронта, которая участвовала в строительстве оборонительных сооружений на подступах к Донбассу и Сталинграду. После войны — полковник инженерно-технической службы (1950).
Внёс большой вклад в жилищное и социально-культурное развитие города Сталиногорска (с 1961 года — Новомосковск). В 1953 году выступил инициатором строительства детской железной дороги в городе. По его инициативе в окрестностях города были построены шахтёрские посёлки Каменецкий, Дубовка, Руднев, Казановка и многие другие, проведено озеленение дорог, ведущих из Новомосковска в Узловую, Северо-Задонск и Донской, а также создан Сталиногорский телецентр.
В 1954 году защитил диссертацию на соискание учёной степени доктора технических наук.
B 1957—1959 годах возглавлял Карагандинский совнархоз. В связи с восстанием в Темиртау 1959 года исключен из партии, снят с занимаемой должности и назначен управляющим трестом «Соколоврудстрой» (Казахская ССР). С 1962 по 1964 годы —  директор НИИ труда (Москва). C 1965 года работал в Госплане CCCP и Госснабе CCCP, вёл научную и преподавательскую работу.
Проводил теоретические и экспериментальные исследования по созданию проходческих комбайнов для проведения горных выработок.
Погиб в автомобильной катастрофе 3 сентября 1968 года в Москве. Похоронен на Новодевичьем кладбище.

## Труды
- Оника Д. Г. Восстановление подмосковного угольного бассейна. — М.: Госпланиздат, 1945. — С. 111. — (Народное хозяйство на службе Отечественной войны).
- Оника Д. Г. Подмосковная кочегарка. — М.: Московский большевик, 1945. — С. 122.
- Оника Д. Г. Подмосковный угольный бассейн (1855—1955). — М.: Московский рабочий, 1956. — С. 235. — 5000 экз.
- Оника Д. Г. Угольная промышленность СССР в шестой пятилетке. — М.: Углетехиздат, 1956. — 71 с. — 10 000 экз.
- Оника Д. Г. Проведение горизонтальных горных выработок. — М.: Госгортехиздат, 1959. — 472 с.

В соавторстве:
- Проблемы организации производства и труда. Материалы международной конференции / под ред. Оника Д. Г. — М., 1963.
- Оника Д. Г., Докукин А. В. Угольная промышленность Польской Народной Республики. — М., 1967.

Изданы после смерти:
- Оника Д. Г. Проведение горных выработок. — 2-е изд., перераб. и доп. — М.: Недра, 1969. — 480 с.
- Onika D. Excavation of mine openings = Проведение горных выработок (англ.). — 1972. — 460 p.

## Награды
- три ордена Ленина;
- три ордена Трудового Красного Знамени;
- орден Красной Звезды.

## Память
В 1995 году Оника был удостоен звания почётного гражданина Новомосковска.